# Leptopentacta tergestina
Leptopentacta tergestina is een zeekomkommer uit de familie Cucumariidae.
De wetenschappelijke naam van de soort werd in 1857 gepubliceerd door Michael Sars.